# Time-of-Flight-камера

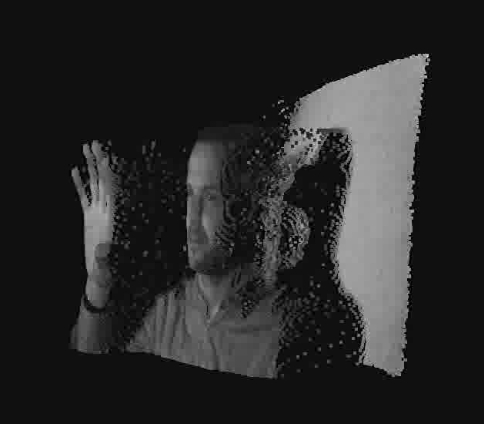
Дальностный портрет, полученный с ToF-камеры для контроля доступа

Time-of-flight-камера (англ. Time-of-flight camera (ToF camera)) — видеокамера, формирующая так называемое дальностное изображение (дальностный портрет). Используется для создания изображений, которые в качестве пикселей содержат оценки расстояний от экрана до конкретных точек наблюдения. 

## Технологии

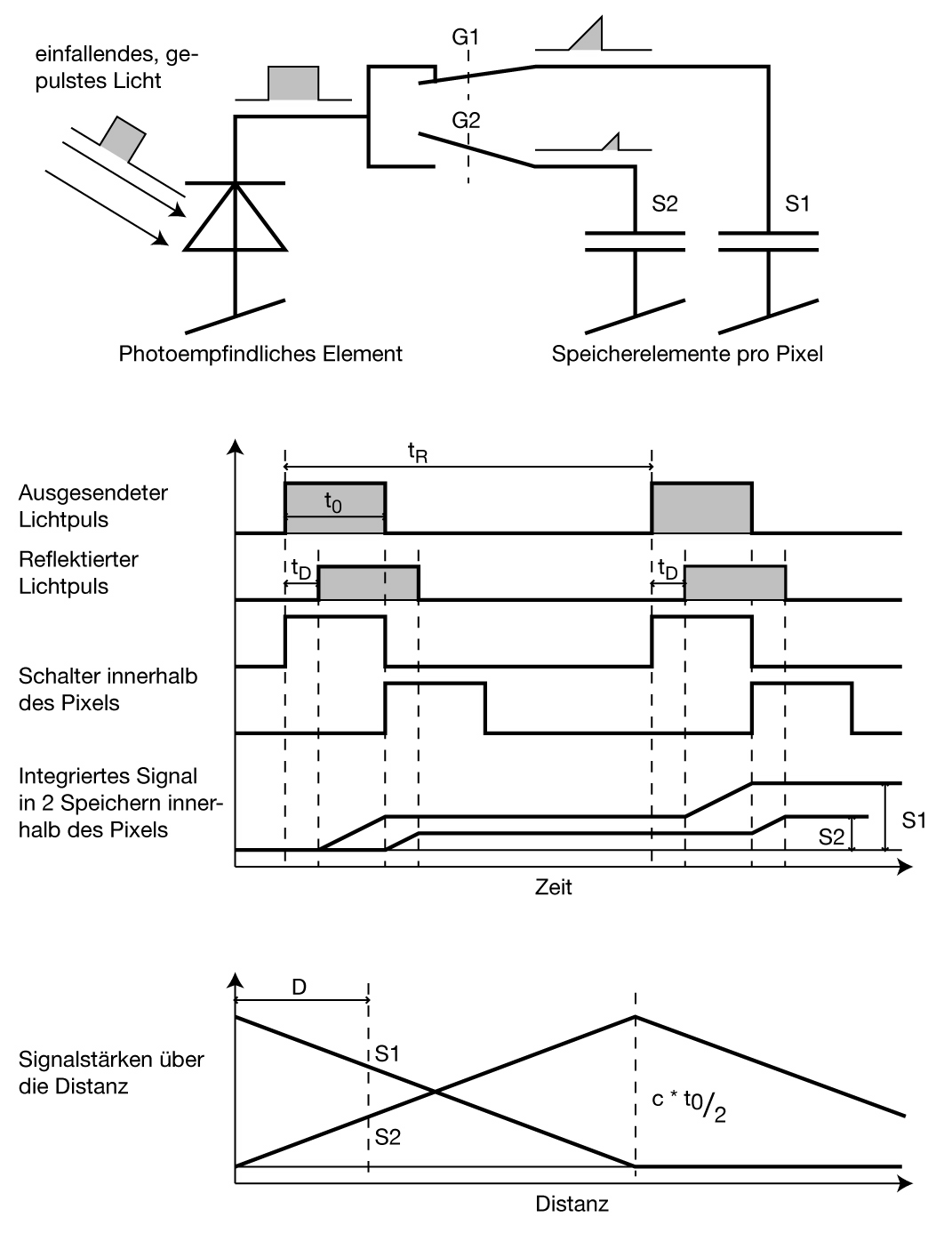
Принцип действия ToF-камеры (импульсный и фазовый методы измерения дальности)

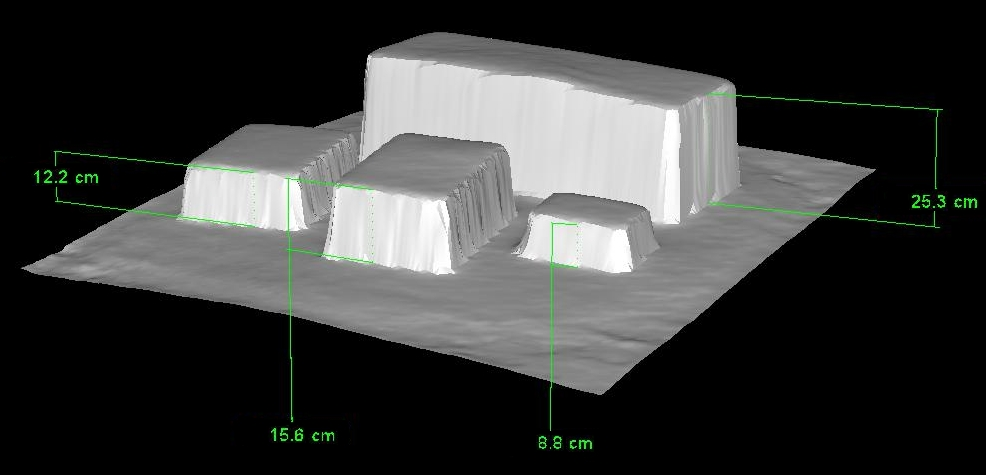
Трёхмерное ToF-изображение с результатами измерений

Расчёт глубины и расстояний обеспечивается с помощью технологии измерения "времени полёта" (ToF), берущей начало от алгоритмов, используемых в радарах. Благодаря этому формируется дальностное изображение, подобное радиолокационным портретам, за исключением того, что для его построения задействован световой импульс вместо радиочастотного сигнала. 

### Радиочастотная модуляция света
Излучатели ToF-камер могут быть реализованы на основе светодиодов или лазеров. 
Для оценки дальности может применяться фазовый метод дальнометрии, базирующийся на радиочастотной модуляции излучаемого светового потока и определении фазовых различий между ним и световыми сигналами, отражёнными от пространственно распределённых объектов. 

### Импульсная лазерная технология
ToF-лазерная камера с высокочувствительной ПЗС-матрицей и со скоростным стробированием позволяет оценивать глубину с субмиллиметровой разрешающей способностью (точностью). С помощью этой технологии короткий лазерный импульс освещает сцену, а сверхчувствительная ПЗС-камера открывает свой скоростной затвор лишь на несколько сотен пикосекунд. Трёхмерная сцена рассчитывается по последовательности двумерных изображений, которые регистрируются при увеличении задержки между импульсом лазера и открытием затвора.

## Применение

### Идентификация лица
Основной толчок применению ToF-камер дало развитие смартфонов. Одним из первых примеров практического использования стала реализация на их основе технологии распознавания лица Face ID в смартфоне IPhone X .

### 3D-сканирование
Улучшение характеристик ToF-камер смартфонов позволяет расширить их использование на сферу 3D-сканирования объектов, например, с целью их дальнейшей 3D-печати, а также 3D-проектирования интерьеров, военного снаряжения, подбора одежды, обуви и т. д.

### Дополненная реальность
ToF-камеры в смартфонах позволяют поднять на новый уровень применение технологии дополненной реальности на основе прецизионной локализации окружающей трёхмерной сцены.